# Замок Лайс
Замок Лайс (рус. замок Лайсъ, нем. Schloß Lais), также городище Ла́йузе (эст. Laiuse ordulinnus) — замок Ливонского ордена, расположен в деревне Лайузевялья (эст. Laiusevälja) в уезде Йыгевамаа, Эстония.
В настоящее время находится в руинах.

## История

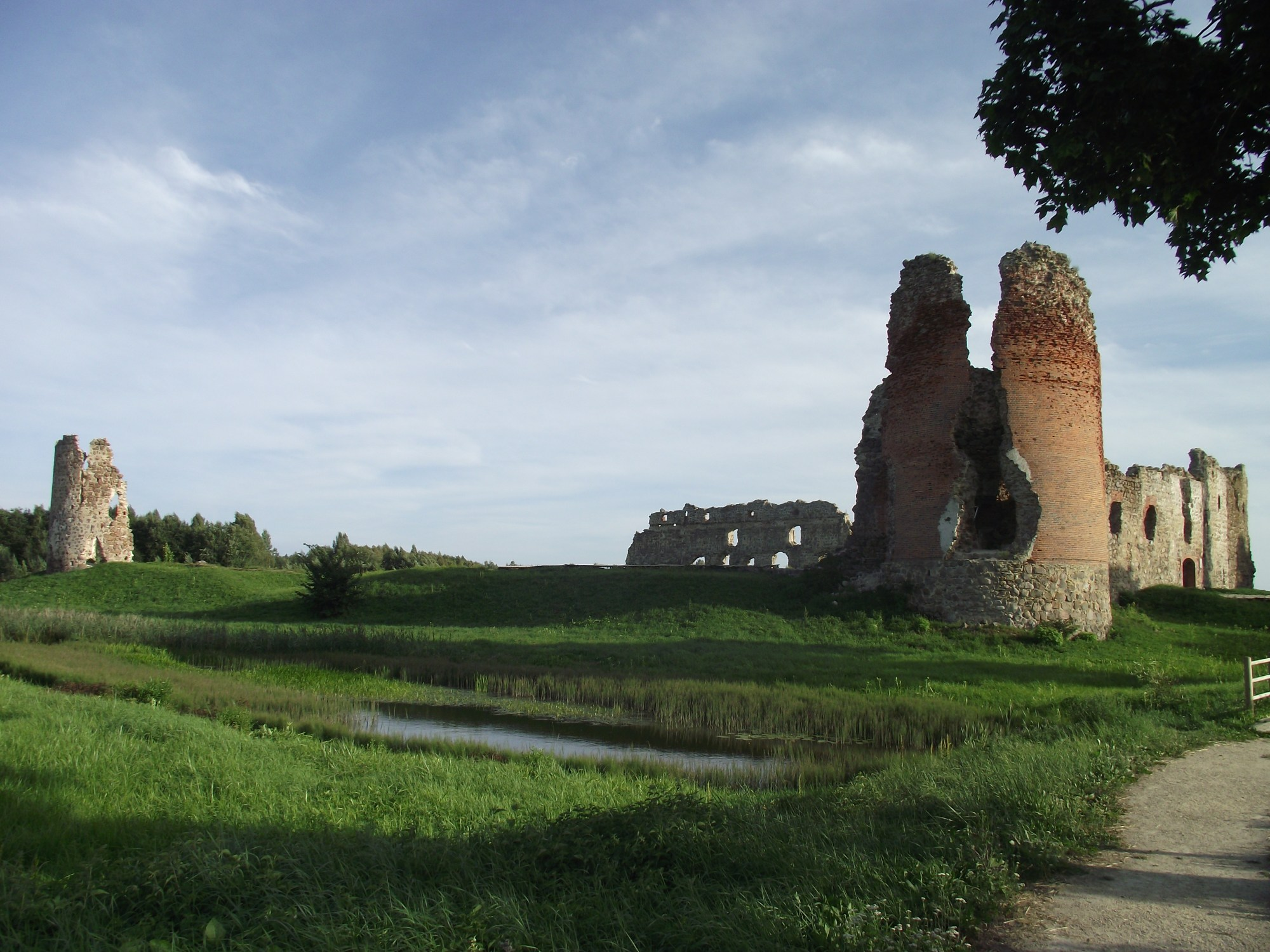
Руины замка Лайс

Самая старая часть замка — дом-крепость из кирпича и гранита — была построена в XIV веке. Впервые замок упоминается в 1406 году. Вскоре к дому-крепости была добавлена круглостенная пристройка. Вход в замок был расположен в юго-восточной части стены.
В начале XV века замок был перестроен. Новые ворота построили в западной части стены, возвели также надвратную башню и предвратное укрепление. В середине того же века добавили северо-западную, северо-восточную и юго-восточную круглостенные башни. Было также продолжено увеличение стен в высоту и ширину.
В начале Ливонской войны, в 1558 году, замок Лайс попал в руки русских войск под предводительством Ивана Грозного, которые разрушили его в 1559 году.
Замок ещё послужил как под властью Польши, так и Швеции с 1622 года центром замковой провинции Лайузе. Сразу после попадания под власть Швеции мыза Лайузе была подарена Хендрику Классону Флемингу (швед. Henrik Klasson Fleming).
Во время Северной войны, после Нарвского сражения 1700 года в замке располагалась зимняя квартира шведского короля Карла XII и его войск (1700—1701 годы).
В ходе дальнейших военных действий замок был окончательно разрушен. 
На военно-топографических картах Российской империи (1846–1863 годы), в состав которой входила Эстляндская губерния, замок обозначен как Замокъ Лайсъ.
Руины замка и его защитные рвы внесены в Государственный регистр памятников культуры Эстонии как архитектурные памятник.